# Grauer Ringbeutler
Der Graue Ringbeutler (Pseudochirulus cinereus) ist ein Beutelsäuger aus der Familie der Ringbeutler, der von nur in drei kleinen Gebieten im nördlichen Queensland südöstlich der Kap-York-Halbinsel beheimatet ist. Die drei Regionen sind das Mount Carbine Tableland, das Mount Windsor Tableland und der Thornton Peak.

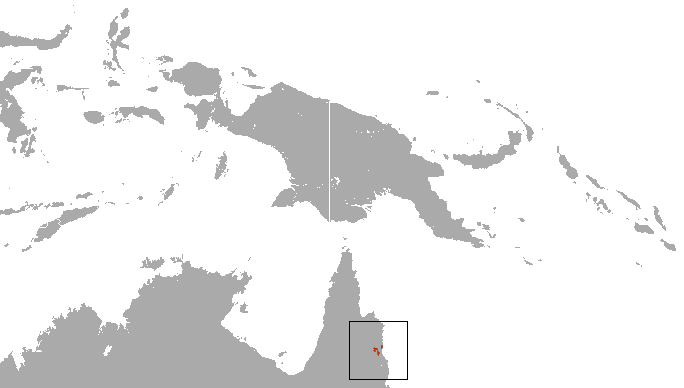
Verbreitungskarte des Grauen Ringbeutlers

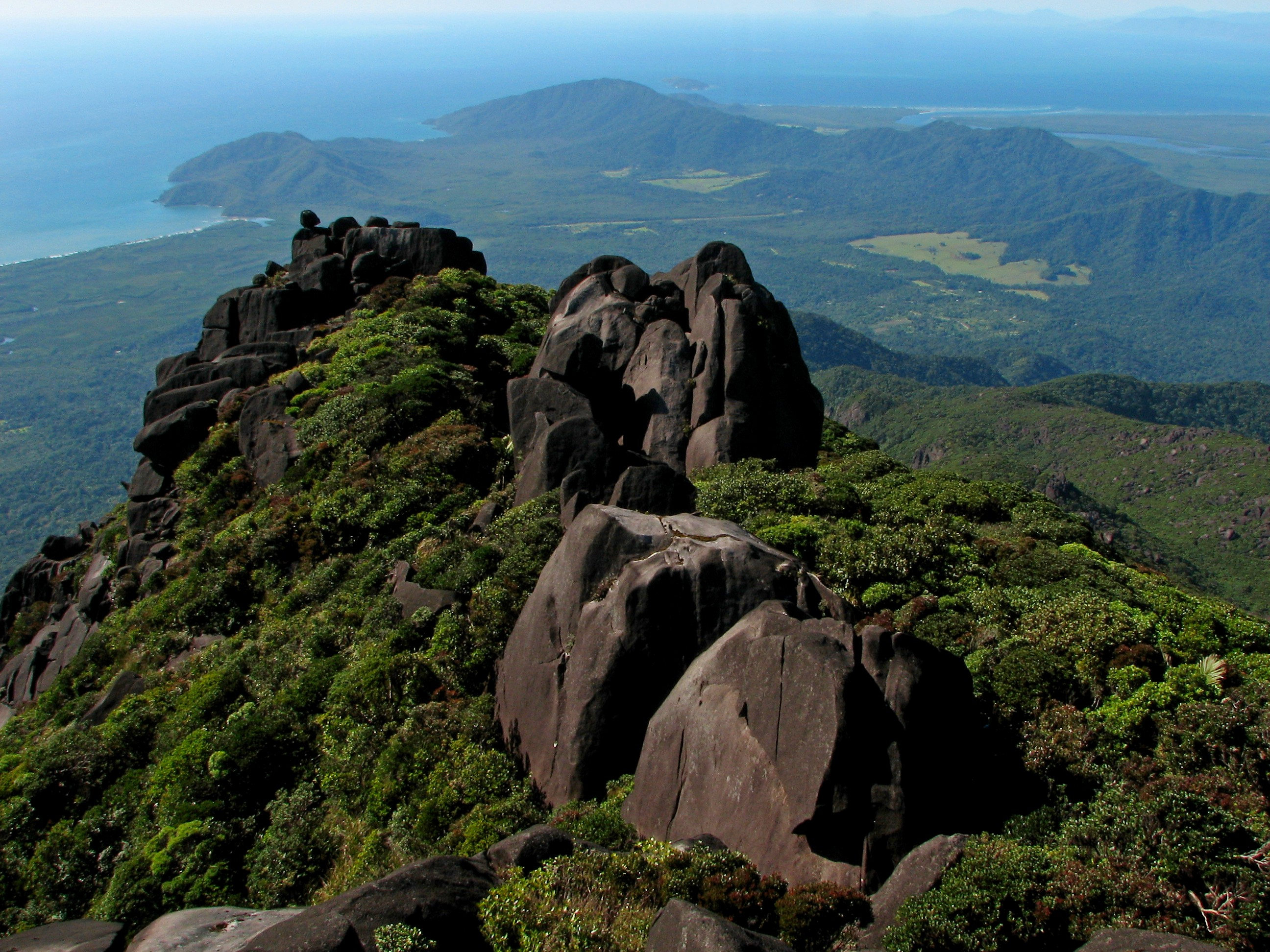
Thornton Peak, Lebensraum des Grauen Ringbeutlers

## Merkmale
Graue Ringbeutler haben eine Kopf-Rumpf-Länge von 34 bis 37 cm, einen 32 bis 40 cm langen Schwanz und erreichen ein Gewicht von 700 bis 1400 g. Das Fell der Tiere ist am Rücken karamellbraun bis dunkelbraun und wird zum cremefarbenen Bauch hin zunehmend heller. Ein dunkler Streifen beginnt zwischen den Augen und verläuft anschließend entlang der Rückenmitte. Das letzte Drittel des Schwanzes ist normalerweise weiß.

## Vorkommen, Lebensraum und Lebensweise
Der Graue Ringbeutler lebt in Regenwäldern in drei kleinen Gebieten in den Wet Tropics of Queensland oberhalb einer Höhe von etwa 420 Metern über dem Meeresspiegel. Die Tiere sind nachtaktiv und verbringen den Tag in Baumhöhlen oder versteckt in großen Epiphytenhaufen. Über das Fortpflanzungsverhalten ist bisher kaum etwas bekannt. Der Beutel der Weibchen enthält zwei Zitzen und somit können die Weibchen maximal zwei Jungtiere gleichzeitig großziehen. Weibchen mit Jungtieren im Beutel oder auf dem Rücken wurden sowohl im Sommer als auch im Winter beobachtet und es scheint keine spezielle Fortpflanzungszeit zu geben.

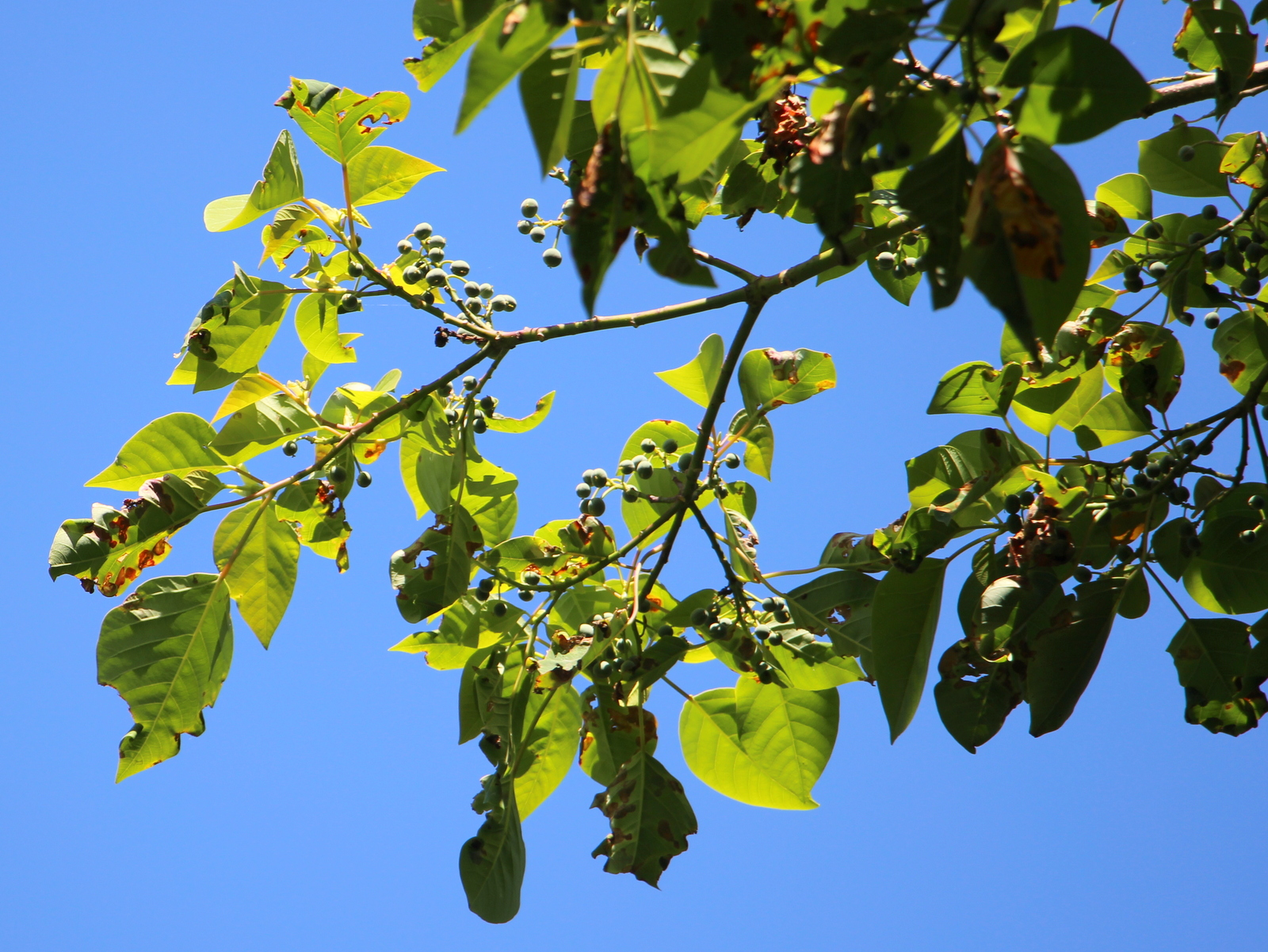
Blätter von Homalanthus novoguineensis

Graue Ringbeutler ernähren sich von Blättern. Zu den bevorzugten Nahrungspflanzen zählen Alphitonia whitei aus der Familie der Kreuzdorngewächse, Homalanthus novoguineensis und Macaranga subdentata aus der Familie der Wolfsmilchgewächse, Arytera aus der Familie der Seifenbaumgewächse, Niemeyera aus der Familie der Sapotengewächse und die Fiederaralie Polyscias murrayi. Feigen werden ebenfalls gefressen.

## Gefährdung
Die IUCN klassifiziert den Grauen Ringbeutler in die Kategorie „gering gefährdet“ (Near Threatened). Das Verbreitungsgebiet ist weniger als 1000 km² groß und war in der Vergangenheit möglicherweise größer. Ob die Bestände zunehmen, abnehmen oder auf einem gleichen Niveau bleiben, ist nicht bekannt.